# Monastère de Tous-les-Saints de Moscou

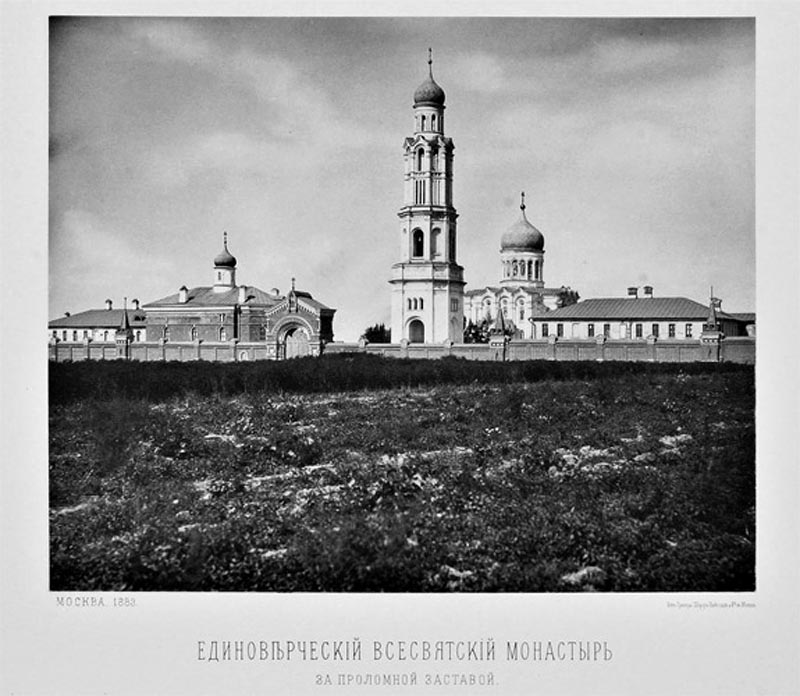
Vue du monastère en 1883.

Le monastère de Tous-les-Saints (Всехсвя́тский единове́рческий монасты́рь) est un monastère de femmes situé à Moscou, aujourd'hui disparu. Il avait la particularité d'accueillir des moniales de la branche vieille-ritualiste (ou coreligionnaire) de l'Église orthodoxe russe fondée pour les anciens vieux-croyants désireux de réintégrer l'unité de l'Église orthodoxie. Le monastère dédié à Tous les Saints est fondé en 1862 et comprend un cimetière pour les vieux-ritualistes. Il se trouvait à la barrière Rogojskaïa, faubourg de Moscou où vivaient de nombreux vieux-croyants autour du cimetière Rogojskoïe. Le cimetière et le monastère ont fermé en 1922 et l'ensemble a été démoli en 1933.

## Histoire
Le monastère est fondé en 1862 en mémoire des paysans libérés du servage. Il se trouvait sur le route de Vladimir à un kilomètre de la barrière Rogojskaïa. L'architecte de l'église de Tous-les-Saints (1840-1843) est l'architecte Piotr Bourenine. En 1864, le monastère et le cimetière sont entourés de murs avec des portails. L'architecte Nikolaï Ignatiev (1839-1890) construit l'église Saint-Nicolas à deux niveaux avec une trapeznaïa (église-réfectoire), puis il réaménage les murs d'enceinte.
En 1907, le monastère accueillait 32 moniales et 24 novices. Le monastère est fermé par les autorités bolchéviques en 1922 et l'on y installe l'usine « La Faucille et le Marteau » (Serp i Molot). L'ancien monastère, son cimetière et ses églises sont détruits en 1933-1934. le seul bâtiment qui subsiste est l'église Saint-Nicolas (chaussée des Enthousiastes, n° 7) transformée en bâtiment de service, puis en bureaux dans les années 1990. 

## Personnalités enterrées au cimetière
- Abram Morozov (1839-1882), industriel